# Марк Шилд
Марк Шилд (енгл. Mark Schield; Фортитјуд Вали, 2. септембар 1973) је међународни фудбалски судија из Аустралије.
Био је један од 23 судије који су судили на светском првенством у фудбалу 2006.